# Olxanka (Sakhalín)
|  | Per a altres significats, vegeu «Olxanka». |

Olxanka (en rus: Ольшанка) és un poble de l'óblast de Sakhalín, a l'Extrem Orient de Rússia, que el 2013 tenia 113 habitants. Pertany al districte d'Uglegorsk.